# Amelia Holman Gilfert
Catherine Amelia Holman Gilfert, född 1789, död 1833, var en amerikansk skådespelare. Hon hade en framgångsrik karriär i USA och har kallats för den amerikanska scenens första stjärna. Hon var direktör för Charleston Theatre 1823–1824 och 1824–1825.
Amelia Holman var dotter till den engelska skådespelaren Joseph George Holman (1764-1817), och kom till USA med sin far. Hon gifte sig 1813 med musikanten Charles Gilfert. Hennes far blev 1815 direktör för Charleston Theatre, där hennes make blev orkesterdirektör och hon själv liksom hennes styvmor Mary Latimer blev skådespelare. Efter hennes fars död blev hennes make teaterns direktör. 